# Hispanic Broadcasting Corporation
Hispanic Broadcasting Corporation (HBC) fue la mayor difusora de radio de habla hispana en Estados Unidos con sede en Dallas. Fue creada en 1997 a través de la fusión de Tichenor Media Systems y Heftel Broadcasting Corporation. 
En marzo de 2003 fue adquirida por el grupo audiovisual de Univision, que también es líder de televisión en español de Estados Unidos, para formar un gigante de teleradiodifusión en español. De este modo, HBC pasa a denominarse Univisión Radio.
HBC también poseía una red de sitios web bilingües en www.netmio.com, dirigida a la comunidad hispana.

## Historia
Tichenor había estado en radiodifusión desde la década de 1940. McHenry Tichenor operó una estación (KGBS en 1240, más tarde KGBT en 1530) en Harlingen, Texas. En 1950, agregaron KUNO Corpus Christi, Texas. Las compras de estaciones posteriores fueron KIFN en Phoenix, Arizona; WGMA en Hollywood, Florida; & WACO-AM-FM y TV (permiso de construcción) en Waco, Texas. En 1975, la compañía (entonces conocida como radio Harbenito) agregó KCOR (AM) y KQXT (FM) en San Antonio. En 1981, el nieto del fundador, McHenry T. Tichenor, Jr., fue nombrado presidente de la empresa. Comenzó a enfocarse en sus estaciones en español; Waco, Hollywood y Phoenix fueron vendidos a sus administradores locales. En 1987 Tichenor compró WOJO, una estación de FM en español que presta servicios en Chicago. En 1984, la compañía vendió KQXT en San Antonio al Grupo W Broadcasting de Westinghouse y compró KLAT (AM) en Houston, Texas a Marcos Rodríguez, Sr. y Marcos A. Rodríguez . La compra de KLAT le dio a Tichenor acceso a los mejores talentos de la radio en español Chuck Brooks, Ricardo del Castillo (quien luego se convirtió en director de operaciones, se retiró y falleció desde entonces) y Gary Stone (expresidente de Univision Radio retirado). En 1985, WIND, Se compraron Chicago y KYSR AM-FM El Paso. Se compraron más estaciones en los años siguientes y la oficina central se mudó de Harlingen a Dallas, Texas. El hermano de Mac Tichenor, Jr., Warren (quien luego se desempeñaría como embajador de Estados Unidos en la Oficina Europea ante las Naciones Unidas), se convirtió en gerente general de las estaciones de San Antonio en 1991.
Heftel Broadcasting fue fundada por Cecil Heftel, cuya familia y suegros habían estado en el negocio de la radiodifusión. Su transmisión de Heftel en la década de 1950 y principios de la de 1960 fue presentada por KIMN en Denver y KGMB AM y KGMB-TV en Honolulu. Agregó numerosas estaciones de radio AM grandes (KTNQ) y algunas estaciones de FM prometedoras (KLVE) antes de venderlas en los años setenta y ochenta. Cecil Heftel fue elegido congresista en representación del primer distrito de Hawái en 1976; ocuparía ese cargo once años antes de renunciar en 1987. Durante este tiempo, su compañía estuvo activa, comprando y vendiendo estaciones en lugares como Indianápolis y Chicago. Durante aproximadamente un año, Heftel y Scott Ginsburg (Statewide Communications) fusionó sus participaciones en H & G Communications.
A principios de los 1990, Heftel comenzó a expandirse a más estaciones en español y tomó medidas para salir a bolsa (nuevo ejecutivo Carl Parmer). Heftel tenía la habilidad de hacer que las coaliciones funcionaran, al menos por un tiempo, como en el intento de H&G. Heftel se instaló en Miami con las estaciones locales WAQI y WRTO, con un interés minoritario. Heftel instaló la transmisión de Rodríguez-Heftel Texas junto con Marcos A. Rodríguez (propietario de KESS y otras estaciones del área de Dallas e hijo de Marcos Rodríguez, Sr.). Las estaciones se compraron directamente en Los Ángeles, Chicago, Las Vegas y Nueva York .
Cuando HBC se hizo pública, Clear Channel Communications invirtió, dando varios pasos hasta una participación del 20%. En 1996 Clear Channel licitó las acciones propiedad de la gerencia de Heftel. Esto les consiguió aproximadamente el 62% de la empresa. Llegaron a un acuerdo para fusionar la nueva empresa con Tichenor Media, que estará a cargo de la dirección de Tichenor. El trato se cerró a principios de 1997 y se convirtió en la primera empresa nacional de radiodifusión en español.
La nueva empresa valía mil millones de dólares al cierre y era propietaria de 38 estaciones. La tenencia se expandió durante los siguientes años. San Francisco se agregó en 1996. Phoenix se agregó en 1999 y Fresno en 2000.
HBC se convirtió en uno de los conglomerados más importantes de la radiodifusión en español en Estados Unidos. En 2002, entró en conversaciones para fusionarse con Univision Univision Communications. La fusión se completó en septiembre de 2003 y la nueva empresa recibió el nombre de Univision Radio.

## Estaciones de radio
| Mercado              | Estaciones de radio |
| -------------------- | ------------------- |
| Los Ángeles          | 4FM/1AM             |
| Nueva York           | 1FM/1AM             |
| Miami-Ft. Lauderdale | 2FM/2AM             |
| Chicago              | 1FM/2AM             |
| Houston              | 6FM/2AM             |
| San Francisco        | 3FM                 |
| Dallas-Ft. Worth     | 5FM/2AM             |
| San Antonio          | 4FM/2AM             |
| McAllen-Brownsville  | 2FM/1AM             |
| Phoenix              | 5FM                 |
| San Diego            | 2FM                 |
| El Paso              | 1FM/2AM             |
| Fresno-Visalia       | 1FM                 |